# Porosana
Porosana là một chi bướm đêm thuộc họ Erebidae.